# Emilija Petrović Martini
Emilija Petrović Martini - Emi, slovenska slikarka, * 1975, Ljubljana.
Leta 2003 je diplomirala iz slikarstva na Visoki strokovni šoli za risanje in slikanje v Ljubljani pri Darku Slavcu in Marku Butini. Leta 2005 je na Filozofski fakulteti v Ljubljani, končala še izpopolnjevanje izobrazbe pedagoške smeri. Živi in ustvarja v primorski vasi Šembije.
Samostojne in skupinske razstave: 
- Ljubljana, Galerija ZKD, 2001;
- Bad Radkersburg, Johannes  Aquila Kultur Heim, 2002;
- Ljubljana, Galerija Atelje 2050, 2002;
- Piran, Ex-tempore - Mestna galerija Piran, 2003;
- Ilirska Bistrica, Galerija Dom na Vidmu, 2004;
- Pivka, Hiša kulture, 2004,
- Koper, Loggia Caffe, 2006
- Ilirska Bistrica , Knjižnica Maksa Samse, 2007
- Maribor, Vabljeni mladi 2007 - Galerija DLUM, nagrada PRIMAVERA, 2007
- Izola,  Postojna, Sežana, Piran, Ilirska Bistrica, Perugia-Marsciano (I),  7. regionalna likovna raztava, 2007/2008
- Maribor, Nagrajenci 2007 - Galerija DLUM, 2008
- Ptuj, Mežanovi dnevi - Miheličeva galerija, nagrajeno delo “Vam in ljudjem okoli sebe”, 2008